# Christian-Charles de Stolberg-Gedern
Christian-Charles de Stolberg-Gedern (né le 14 juillet 1725 à Gedern, mort le 21 juillet 1764 dans la même ville) est un Feldzeugmeister du Saint-Empire, major général du cercle du Haut-Rhin, gouverneur de la forteresse de Philippsburg à partir de 1761.

## Biographie
Il est le fils du prince Frédéric-Charles de Stolberg-Gedern (1693-1767) et de Louise-Henriette (née le 6 décembre 1705, décédée le 28 octobre 1766), fille du comte Louis-Crato de Nassau-Sarrebruck. Le prince Christian-Charles est désigné comme successeur de son père, mais il meurt avant ses deux parents.

### Carrière militaire
Sous l'influence du prince Charles de Waldeck, il obtient en 1742 une compagnie au service des États généraux des Pays-Bas. De 1745 à 1748, il dirige son propre régiment d'infanterie contre les Français pendant la guerre de Succession d'Autriche et est blessé lors d'un combat le 12 août 1745. En 1747, il est à nouveau blessé lors de la défense de Berg-op-Zoom. Après la paix d'Aix-la-Chapelle (octobre 1748), il prend sa retraite et passe au service de l'armée autrichienne en 1751.

### Guerre de Sept Ans
Le 21 janvier 1758, il obtient le poste de lieutenant général auprès de l'armée impériale du prince Christian de Palatinat-Zweibrücken, qui prend ses quartiers d'hiver en Franconie. Il participe à la guerre en Saxe, où il précède l'armée impériale avec un corps d'armée. Pendant l'hiver, ses troupes se trouvent dans la région de Kulmbach. Au début de la campagne de 1759, il est élevé au rang de Generalfeldmarschall-Leutnant (de). Lorsque les troupes impériales du général Kleefeld assiègent Torgau en été, des renforts sont envoyés à ce dernier sous les ordres de Stolberg. Le 18 août 1759, la garnison prussienne sous le commandement du général von Wolffersdorf (de) doit capituler après des négociations de reddition. Le 5 septembre, les troupes de Stolberg participent à la prise de Dresde et le 21 au combat de Colditz. Ensuite, il soutient l'armée autrichienne sous le commandement de von Daun et participe à la bataille de Maxen. Le 19 novembre 1759, l'attaque autrichienne commence. Stolberg est également placé sous les ordres de l'infanterie croate et de deux régiments de hussards autrichiens à l'est de Maxen. Cette colonne doit bloquer la sortie des Prussiens par Müglitztal. Lors de la campagne suivante, ses troupes participent au combat de Strehla le 18 août 1761. Au printemps 1761, il remplace le duc de Zweibrücken en tant que commandant de l'armée impériale et reçoit le 9 mai une promotion au rang de Feldzeugmeister. En novembre 1761, il est nommé gouverneur de la forteresse de Philippsburg. En mai 1762, ses troupes quittent ses quartiers d'hiver de Thuringe pour entrer en Saxe, mais elles doivent se replier en Franconie après l'échec de la jonction des troupes impériales avec les Autrichiens du général Serbelloni (de). La campagne en Saxe reprend mais échoue à nouveau jusqu'à ce que le commandant autrichien soit remplacé par le général Hadik fin août. Stolberg fait sa jonction avec les Autrichiens le 6 septembre près de Dresde et mène la bataille de Freiberg le 29 octobre 1762 contre l'armée du prince Henri de Prusse. Bien que les forces réunies des Autrichiens et de l'Empire attaquées par les Prussiens comptent 49 bataillons et 68 escadrons, soit environ 31 000 hommes, elles sont battues par environ 20 000 Prussiens après une courte résistance, une retraite ordonnée permet d'éviter de nouvelles pertes. Les troupes de Stolberg traversent la Bohême pour retourner à Nuremberg, où la convention de cessation des hostilités avec les Prussiens est annoncée le 27 novembre 1762. Après la paix de Hubertsbourg (15 février 1763), il se rend à Vienne pour se justifier et démissionne de son commandement. Il meurt dès 1764 dans sa ville natale.

## Famille
En juin 1760, Christian-Charles se marie avec la comtesse Éléonore Reuß de Lobenstein (1736–1782), régente de Stolberg-Gedern (1767–1782), issue de ce mariage :
- Charles-Henri (1761–1804), dernier prince de Stolberg-Gedern (1767–1804)
- Louise (1764–1834), épouse en 1780 le duc Charles de Saxe-Meiningen, puis en 1787 en secondes noces le duc Eugène de Wurtemberg